# Linka 8 (metro v Paříži)

Geograficky přesná mapa dráhy

Linka 8 je nejdelší linka pařížského metra (delší už jsou jen linky RER), která je v systému MHD značena světle fialovou barvou. Vede od stanice Balard na jihozápadním okraji Paříže přes centrum a po obloukové dráze končí ve stanici Pointe du Lac jihovýchodně od Paříže na území města Créteil. Linka je dlouhá 23,4 km, má 38 stanic a ročně přepraví 89,1 miliónů cestujících (2004).

## Historie
Linka 8 je poslední, která byla postavena podle původní licence z roku 1898 a měla vést od stanice Opéra k Porte d'Auteuil (dnes linka 10). Stanice Opéra, kde se linka kříží s linkou 3, byla kompletně postavena již při stavbě této linky. V roce 1908 začaly stavební práce na tunelu pod Seinou, které však byly kvůli povodni z roku 1910 ukončeny až v roce 1911. V roce 1910 byly plány linky změněny a počítalo se s vytvořením dvou větví na okraji města (obdobně jako u linky 7). Linka 8 by se rozdělovala ve stanici Grenelle a druhá větev měla končit ve stanici Balard.

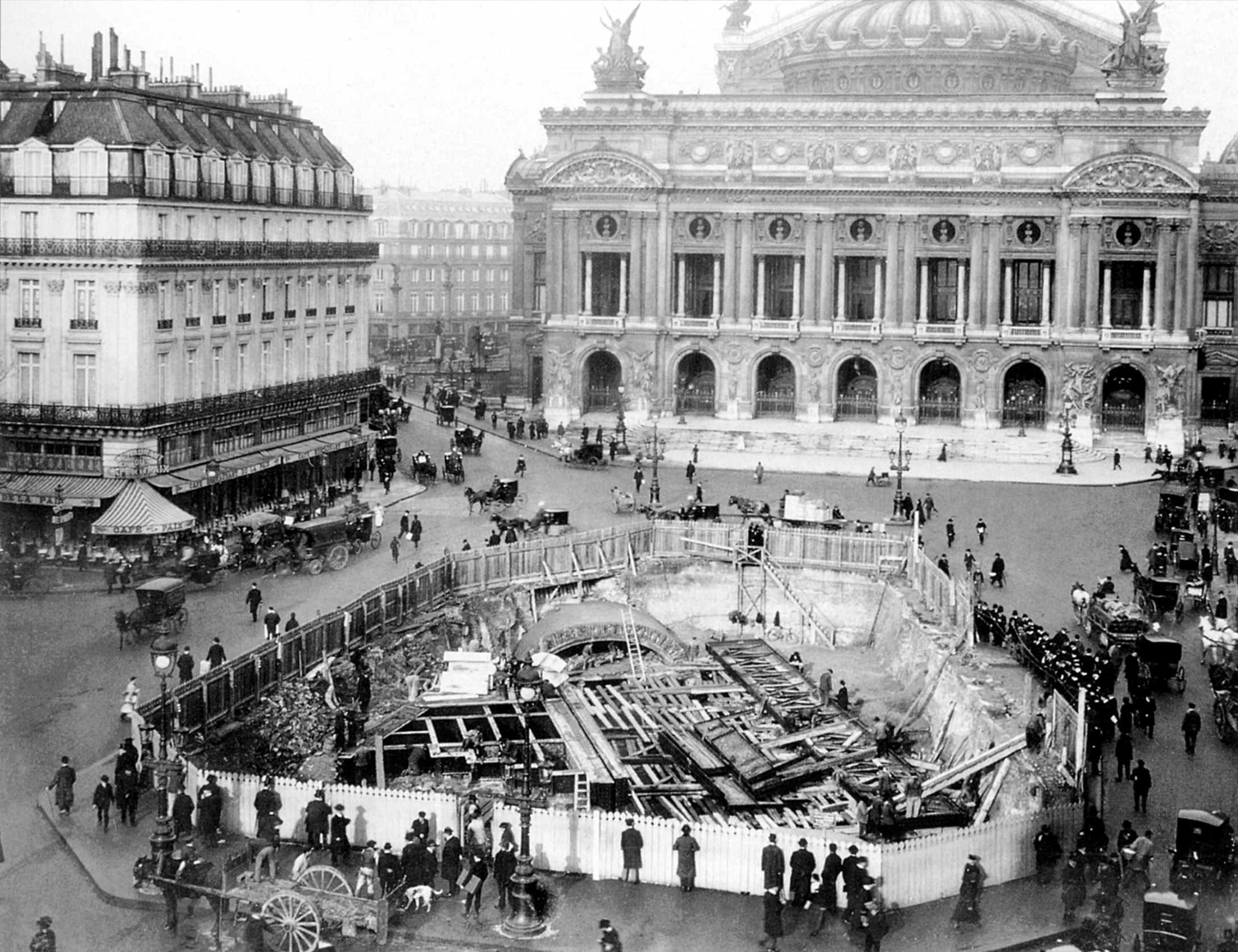
Výstavba stanice Opéra

Linka 8 byla pro veřejnost zprovozněna 13. července 1913, jednalo se prozatím o úsek mezi stanicemi Opéra – Beaugrenelle (dnes stanice Charles Michels na lince 10), neboť nebyl ještě hotový most Mirabeau přes Seinu na jihozápadním okraji Paříže. Ovšem již 30. září 1913 byla rozšířena od Beaugrenelle po Porte d'Auteuil. 24. prosince 1913 a 12. března 1914 byly otevřeny stanice Invalides a Concorde, kterými vlaky doposud jen projížděly.
V roce 1922 padlo rozhodnutí o rozšíření také druhým směrem a linka 8 měla parabolicky vést od Porte d'Auteuil přes stanici Opéra na République a Bastille až k Porte Dorée. 30. června 1928 byla proto linka prodloužena východním směrem od stanice Opéra k Richelieu – Drouot a 5. května 1931 pokračovala dále od Richelieu-Drouot po Porte de Charenton. Od Richelieu – Drouot začíná stavebně velmi zajímavý úsek, kde souběžně vedou pod sebou linky 8 a 9, které se v prostoru dnes již zrušené stanice Saint-Martin dostanou na stejnou úroveň a poté ústí do podzemního nádražního komplexu pod Place de la République, kde se stýkají s dalšími třemi linkami 3, 5 a 11.
27. července 1937 došlo na jihu Paříže ke změnám v síti metra. Do provozu byl uveden úsek od stanice La Motte-Picquet – Grenelle po Balard, čímž došlo k plánovanému rozvětvení linky 8. Ovšem větev La Motte-Picquet – Grenelle ↔ Porte d'Auteuil byla odpojena od linky 8 a stala se součástí linky 10, která sem mezitím byla prodloužena ze stanice Duroc.

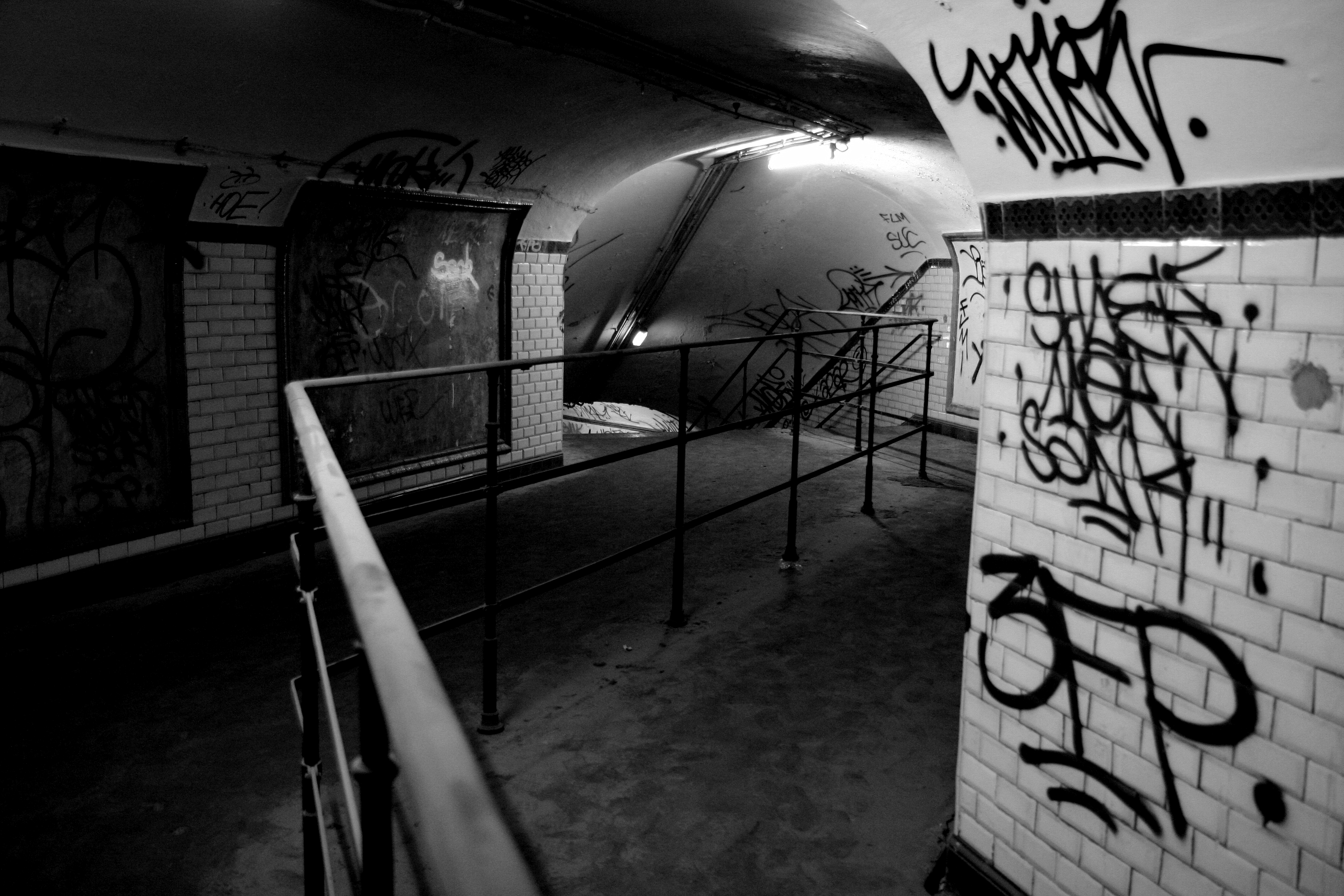
Uzavřená stanice Saint-Martin

2. září 1939 byly, tak jako i mnohé jiné stanice, uzavřeny z důvodu vypuknutí války a mobilizace zaměstnanců Saint-Martin a Champ de Mars. Obě stanice nakonec zůstaly trvale zavřené (byť Saint-Martin byla po válce na krátký čas znovu otevřena), neboť leží příliš blízko sousedních stanic.
Další rozšiřování linky probíhalo již pouze na východní části. 5. října 1942 byla linka prodloužena od Porte de Charenton po Charenton – Écoles, což byla až do 70. let jediná změna. 19. září 1970 byla linka rozšířena od Charenton – Écoles po Maisons-Alfort – Stade, 27. dubna 1972 od Maisons-Alfort – Stade po Maisons-Alfort – Les Juillottes, 24. září 1973 od Maisons-Alfort – Les Juillottes po Créteil – L'Échat a posléze 9. září 1974 od Créteil – L'Échat do stanice Créteil – Préfecture.
V roce 2009 byly zahájeny stavební práce na novém úseku dále směrem na jih o délce 1,3 km do stanice Créteil – Parc des Sports. Trať byla uvedena do provozu 8. října 2011.

## Seznam stanic

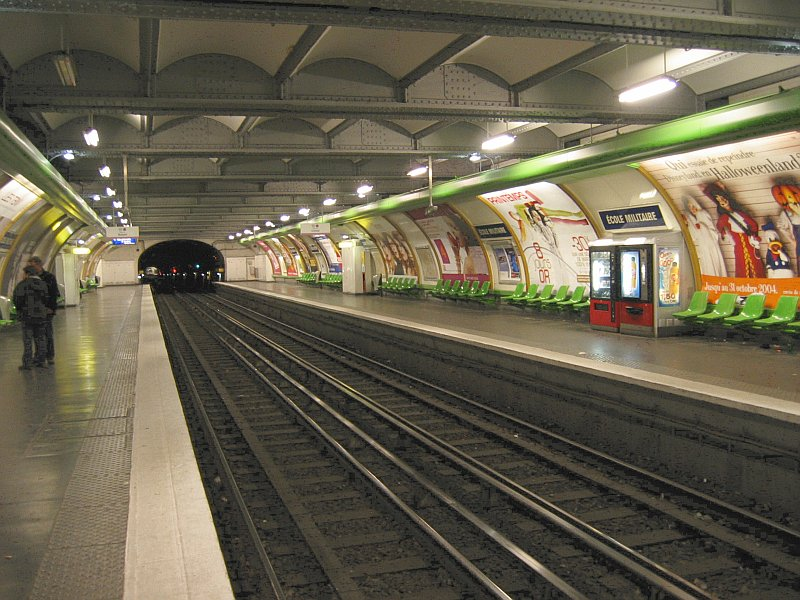
Stanice École Militaire

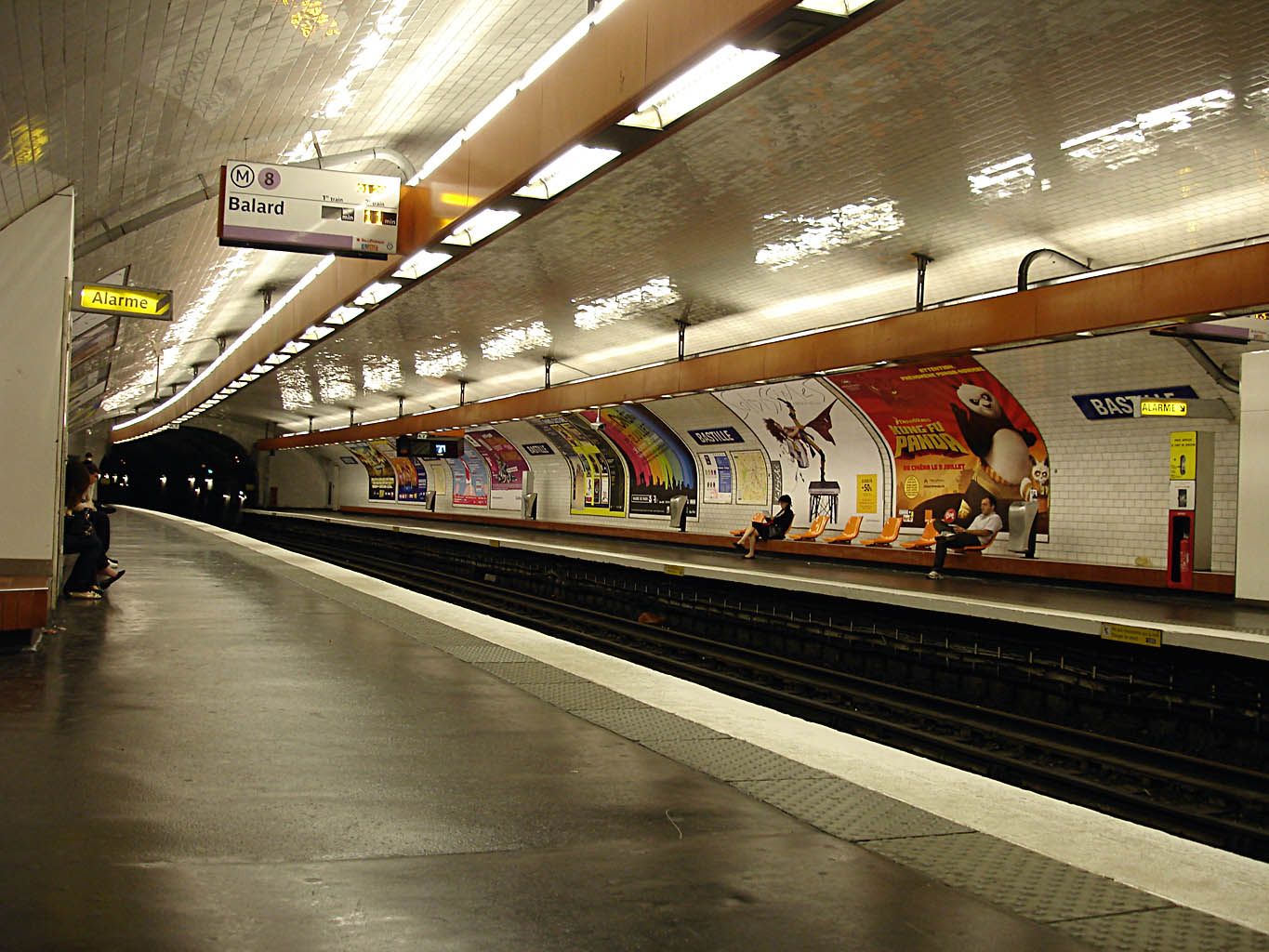
Stanice Bastille

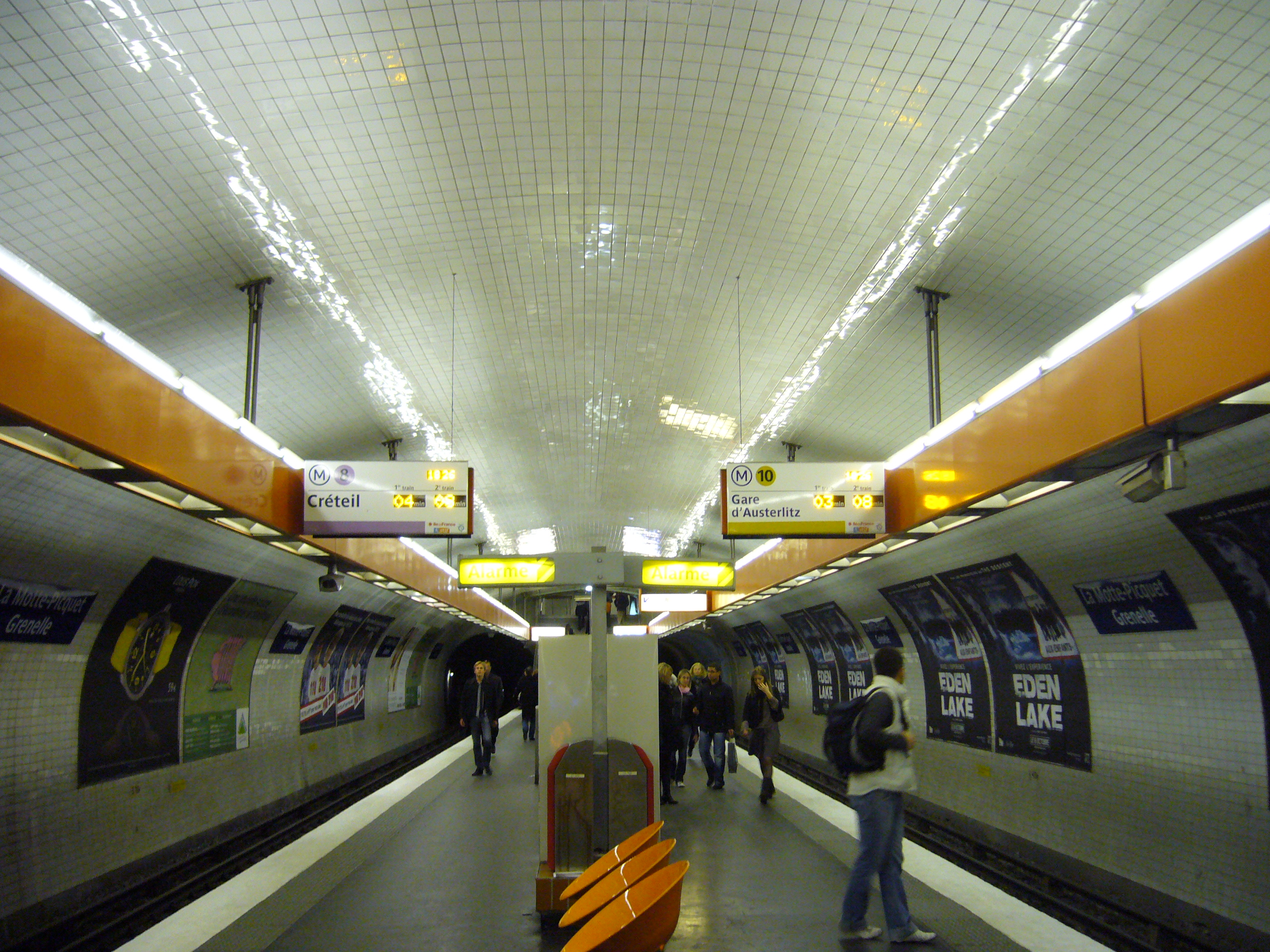
La Motte-Picquet-Grenelle

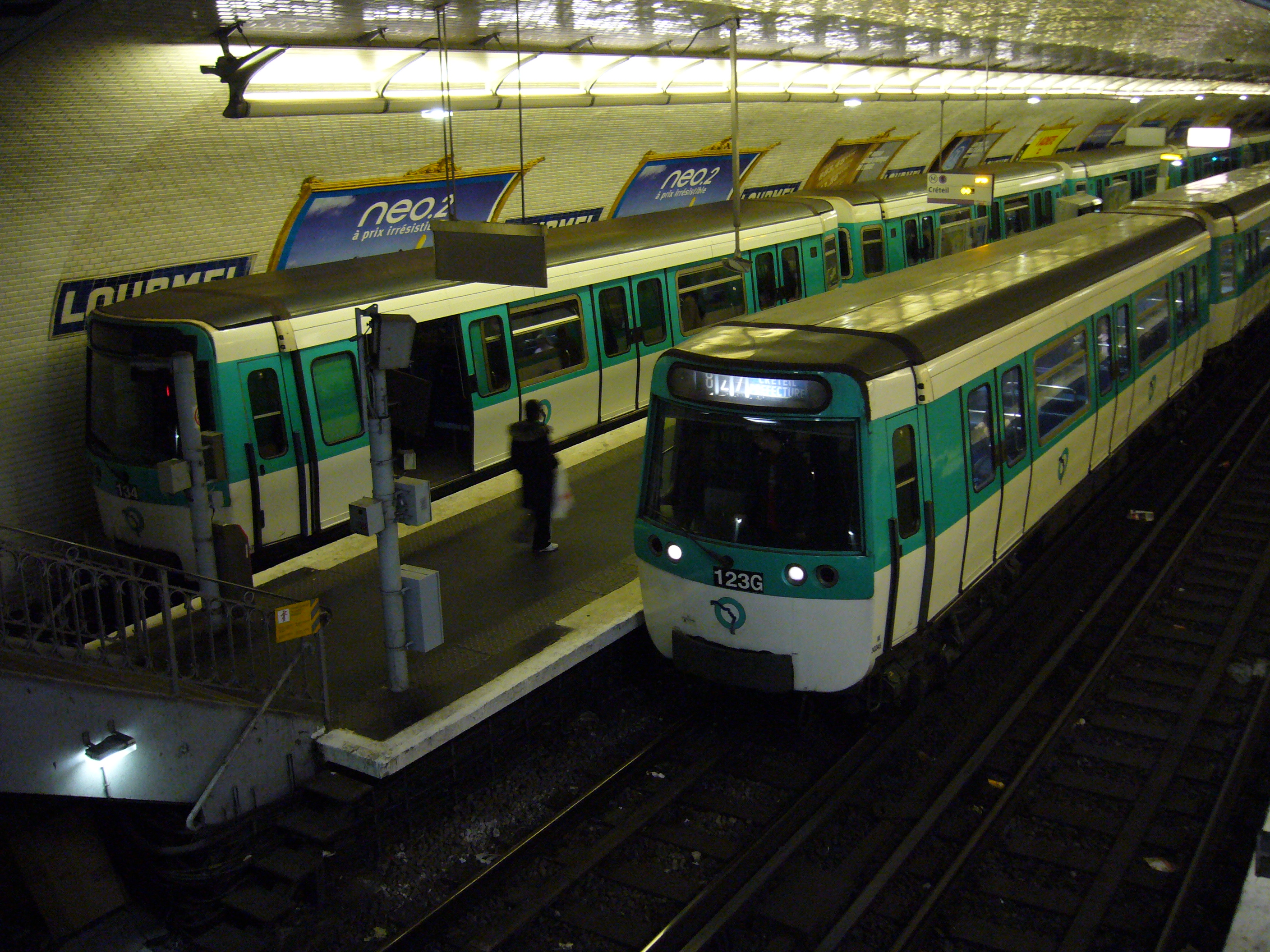
Stanice Lourmel

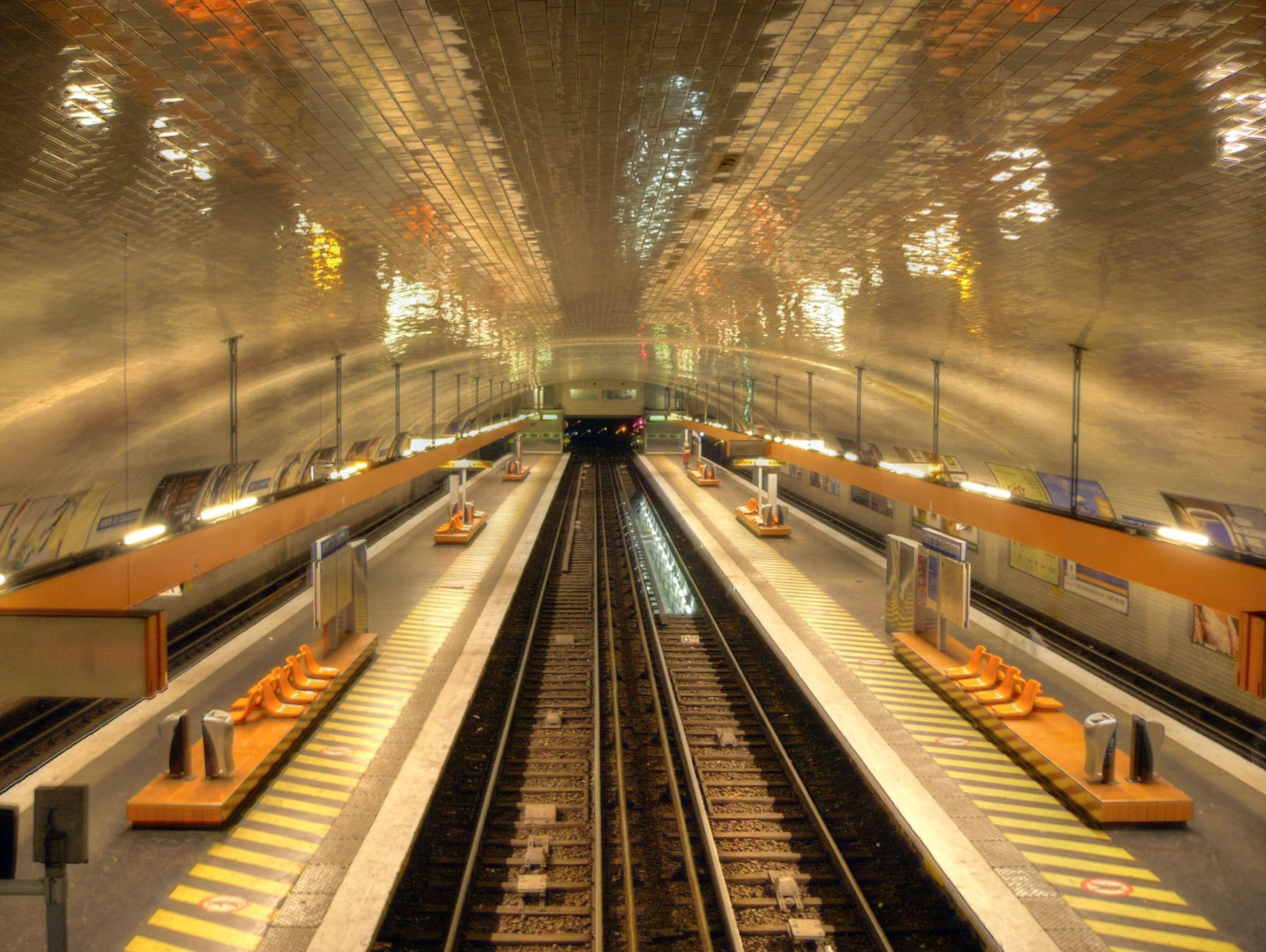
Stanice Porte de Charenton

Plán linky 8

| Linka 8                             | Linka 8        |
| stanice                             | přestupy       |
| ----------------------------------- | -------------- |
| Balard                              | 3a             |
| Lourmel                             |                |
| Boucicaut                           |                |
| Félix Faure                         | A              |
| Commerce                            |                |
| La Motte-Picquet – Grenelle         | 6 · 10         |
| Champ de Mars (uzavřena 1939)       |                |
| École Militaire                     |                |
| La Tour-Maubourg                    |                |
| Invalides                           | 13 · C         |
| Concorde                            | 1 · 12         |
| Madeleine                           | 12 · 14        |
| Opéra                               | 3 · 7 · A      |
| Richelieu – Drouot                  | 9              |
| Grands Boulevards                   |                |
| Bonne Nouvelle                      |                |
| Strasbourg – Saint-Denis            | 4 · 9          |
| Saint-Martin (uzavřena 1939)        |                |
| République                          | 3 · 5 · 9 · 11 |
| Filles du Calvaire                  |                |
| Saint-Sébastian – Froissart         |                |
| Chemin Vert                         |                |
| Bastille                            | 1 · 5          |
| Ledru-Rollin                        |                |
| Faidherbe – Chaligny                |                |
| Reuilly – Diderot                   | 1              |
| Montgallet                          |                |
| Daumesnil                           | 6              |
| Michel Bizot                        |                |
| Porte Dorée                         |                |
| Porte de Charenton                  |                |
| Liberté                             |                |
| Charenton – Écoles                  |                |
| École Vétérinaire de Maisons-Alfort |                |
| Maisons-Alfort – Stade              |                |
| Maisons-Alfort – Les Juillottes     |                |
| Créteil – L'Échat                   |                |
| Créteil – Université                |                |
| Créteil – Préfecture                |                |
| Pointe du Lac                       |                |